# Avenue de Corbera
L'avenue de Corbera est une voie située dans le 12e arrondissement de Paris, en France.

## Origine du nom
L'avenue porte le nom d'un propriétaire, le baron de Corbera.

## Historique
Cette voie provient d'un passage ouvert en 1853, le « passage Guillaumot », qui sera ensuite renommé « passage Guillaumot-Lainet » avant de prendre son nom actuel en 1931,.
Cette voie ne doit pas être confondue avec la « cité Guillaumot » ouverte en 1862 et devenue la « rue Guillaumot » en 1927.

## Bâtiments remarquables et lieux de mémoire
- No 3 : siège du Mouvement républicain et citoyen (MRC) et de l'engagement, mouvement d'Arnaud Montebourg.